# Nazionale maschile under 20 di calcio dell'Iraq
La nazionale di calcio dell'Iraq Under-20 è la squadra di calcio nazionale giovanile dell'omonimo stato asiatico ed è posta sotto l'egida della Federazione calcistica dell'Iraq.
La squadra vanta quattro partecipazioni al Campionato mondiale di calcio Under-20 nel 1977, nel 1989, nel 2001 e nel
2013; il miglior risultato è stato il raggiungimento del quarto posto nell'edizione del 2013.
Invece nell'Campionato asiatico AFC la squadra vanta ben 18 presenze, di cui la prima nel 1975. Come miglior risultato la squadra vanta ben cinque titoli asiatici: 1975, 1977, 1978, 1988 e 2000.

## Partecipazioni a competizioni internazionali

### Mondiali Under-20
| Anno | Luogo               | Piazzamento      | V | N | P | Gol   |
| ---- | ------------------- | ---------------- | - | - | - | ----- |
| 1977 | Tunisia             | Primo turno      | 1 | 0 | 2 | 6:8   |
| 1979 | Giappone            | Non qualificato  | - | - | - | -     |
| 1981 | Australia           | Non qualificato  | - | - | - | -     |
| 1983 | Messico             | Non qualificato  | - | - | - | -     |
| 1985 | Unione Sovietica    | Non qualificato  | - | - | - | -     |
| 1987 | Cile                | Non qualificato  | - | - | - | -     |
| 1989 | Arabia Saudita      | Quarti di finale | 3 | 0 | 1 | 5:2   |
| 1991 | Portogallo          | Non qualificato  | - | - | - | -     |
| 1993 | Australia           | Non qualificato  | - | - | - | -     |
| 1995 | Qatar               | Non qualificato  | - | - | - | -     |
| 1997 | Malaysia            | Non qualificato  | - | - | - | -     |
| 1999 | Nigeria             | Non qualificato  | - | - | - | -     |
| 2001 | Argentina           | Primo turno      | 1 | 0 | 2 | 5:9   |
| 2003 | Emirati Arabi Uniti | Non qualificato  | - | - | - | -     |
| 2005 | Paesi Bassi         | Non qualificato  | - | - | - | -     |
| 2007 | Canada              | Non qualificato  | - | - | - | -     |
| 2009 | Egitto              | Non qualificato  | - | - | - | -     |
| 2011 | Colombia            | Non qualificato  | - | - | - | -     |
| 2013 | Turchia             | Quarto posto     | 3 | 3 | 1 | 11:11 |
| 2015 | Nuova Zelanda       | Non qualificato  | - | - | - | -     |
| 2017 | Corea del Sud       | Non qualificato  | - | - | - | -     |
| 2019 | Polonia             | Non qualificato  | - | - | - | -     |
| 2023 | Argentina           | Primo turno      | 0 | 1 | 2 | 0:7   |

### Campionato asiatico AFC U-20
| Anno   | Piazzamento      | Pld              | V                | N                | P                | GF               | GS               |                  |
| ------ | ---------------- | ---------------- | ---------------- | ---------------- | ---------------- | ---------------- | ---------------- | ---------------- |
| 1975   | Campioni         | 6                | 5                | 1                | 0                | 18               | 1                |                  |
| 1976   | Quarti di finale | 4                | 3                | 1                | 0                | 13               | 1                |                  |
| 1977   | Campioni         | 5                | 5                | 0                | 0                | 19               | 4                |                  |
| 1978   | Campioni         | 6                | 4                | 2                | 0                | 20               | 2                |                  |
| 1980   | Non partecipante | Non partecipante | Non partecipante | Non partecipante | Non partecipante | Non partecipante | Non partecipante | Non partecipante |
| 1982   | Terzo posto      | 3                | 1                | 0                | 2                | 4                | 5                |                  |
| 1985   | Non partecipante | Non partecipante | Non partecipante | Non partecipante | Non partecipante | Non partecipante | Non partecipante | Non partecipante |
| 1986   | Non partecipante | Non partecipante | Non partecipante | Non partecipante | Non partecipante | Non partecipante | Non partecipante | Non partecipante |
| 1988   | Campioni         | 5                | 2                | 3                | 0                | 5                | 3                |                  |
| 1990   | Non partecipante | Non partecipante | Non partecipante | Non partecipante | Non partecipante | Non partecipante | Non partecipante | Non partecipante |
| 1992   | Non partecipante | Non partecipante | Non partecipante | Non partecipante | Non partecipante | Non partecipante | Non partecipante | Non partecipante |
| 1994   | Quarto posto     | 6                | 2                | 2                | 2                | 8                | 8                |                  |
| 1996   | Non partecipante | Non partecipante | Non partecipante | Non partecipante | Non partecipante | Non partecipante | Non partecipante | Non partecipante |
| 1998   | Primo turno      | 4                | 1                | 0                | 3                | 6                | 13               |                  |
| 2000   | Campioni         | 6                | 3                | 3                | 0                | 11               | 3                |                  |
| 2002   | Non partecipante | Non partecipante | Non partecipante | Non partecipante | Non partecipante | Non partecipante | Non partecipante | Non partecipante |
| 2004   | Quarti di finale | 4                | 3                | 0                | 1                | 7                | 1                |                  |
| 2006   | Quarti di finale | 4                | 2                | 1                | 1                | 8                | 5                |                  |
| 2008   | Primo turno      | 3                | 1                | 0                | 2                | 3                | 5                |                  |
| 2010   | Primo turno      | 3                | 0                | 0                | 3                | 1                | 7                |                  |
| 2012   | Secondo posto    | 6                | 4                | 2                | 0                | 10               | 3                |                  |
| 2014   | Primo turno      | 3                | 1                | 1                | 1                | 8                | 3                |                  |
| 2016   | Quarti di finale | 4                | 2                | 2                | 0                | 7                | 2                |                  |
| 2018   | Primo turno      | 3                | 0                | 1                | 2                | 3                | 9                |                  |
| 2023   | Secondo posto    | 6                | 2                | 2                | 2                | 6                | 5                |                  |
| Totale | 18/25            | 81               | 41               | 21               | 19               | 156              | 80               |                  |

## Tutte le rose

### Mondiali
Campionato del mondo Under-20 19771 Shawkat, 2 Saeed, 3 Munshid, 4 A. Hussein, 5 Aboud, 6 Jassem, 7 Hassan, 8 Kadhim, 9 Toma, 10 Y. M. Ali, 11 A. Ali, 12 H. Hussein, 13 Abdullah, 14 Fadhel, 15 Hammadi, 16 Awfi, 17 Hassun, 18 Abbas, CT: Stanković
Campionato del mondo Under-20 19891 Tawfik, 2 Hashim, 3 Attiya, 4 Haidar, 5 Kareem, 6 Assi, 7 S. Hussein, 8 Faraj, 9 Ridha, 10 L. Hussein, 11 Abdul-Abbas, 12 Kadhim Hassan, 13 Saddam, 14 Shenaishil, 15 Abdul-Hameed, 16 Hadi Muhsin, 17 M. Hussein, 18 Abdulla, CT: Jassam
Campionato del mondo Under-20 20011 Jaber, 2 Kilam, 3 H. Mohammed, 4 Abdul-Amir, 5 Munaim, 6 Amir, 7 E. Mohammed, 8 Akram, 9 Mnajed, 10 Hanoosh, 12 Abdul-Razzaq, 13 Abbas, 15 Mahoder, 16 Nassir, 17 Tahir, 18 Noori, 19 Shamoun, CT: Hamad
Campionato del mondo Under-20 20131 Talib, 2 Jumaah, 3 Adnan, 4 Natiq, 5 Fayez, 6 Salman, 7 J. Kadhim, 8 Abdul-Raheem, 9 Kamil, 10 Shwkan, 11 Tariq, 12 Rubat, 13 Qasim, 14 Nadhim, 15 D. Ismail, 16 I. Kadhim, 17 Abdul-Hussein, 18 H. Ismail, 19 Shakor, 20 Hameed, 21 Yaseen, CT: Shaker
Campionato del mondo Under-20 20231 Hasan, 2 Ghasem, 3 Doulashi, 4 Hatem, 5 Qasim, 6 Rasheed, 7 Jameel, 8 Ayoub, 9 Aoraha, 10 Amyn, 11 Ali, 12 Kareem, 13 Zaky, 14 Fadhil, 15 Manie, 16 Jassim, 17 Moussa, 18 Sadiq, 19 Mahdi, 20 Majed, 21 Abdulkareem, CT: Mohammed